# Dalibor

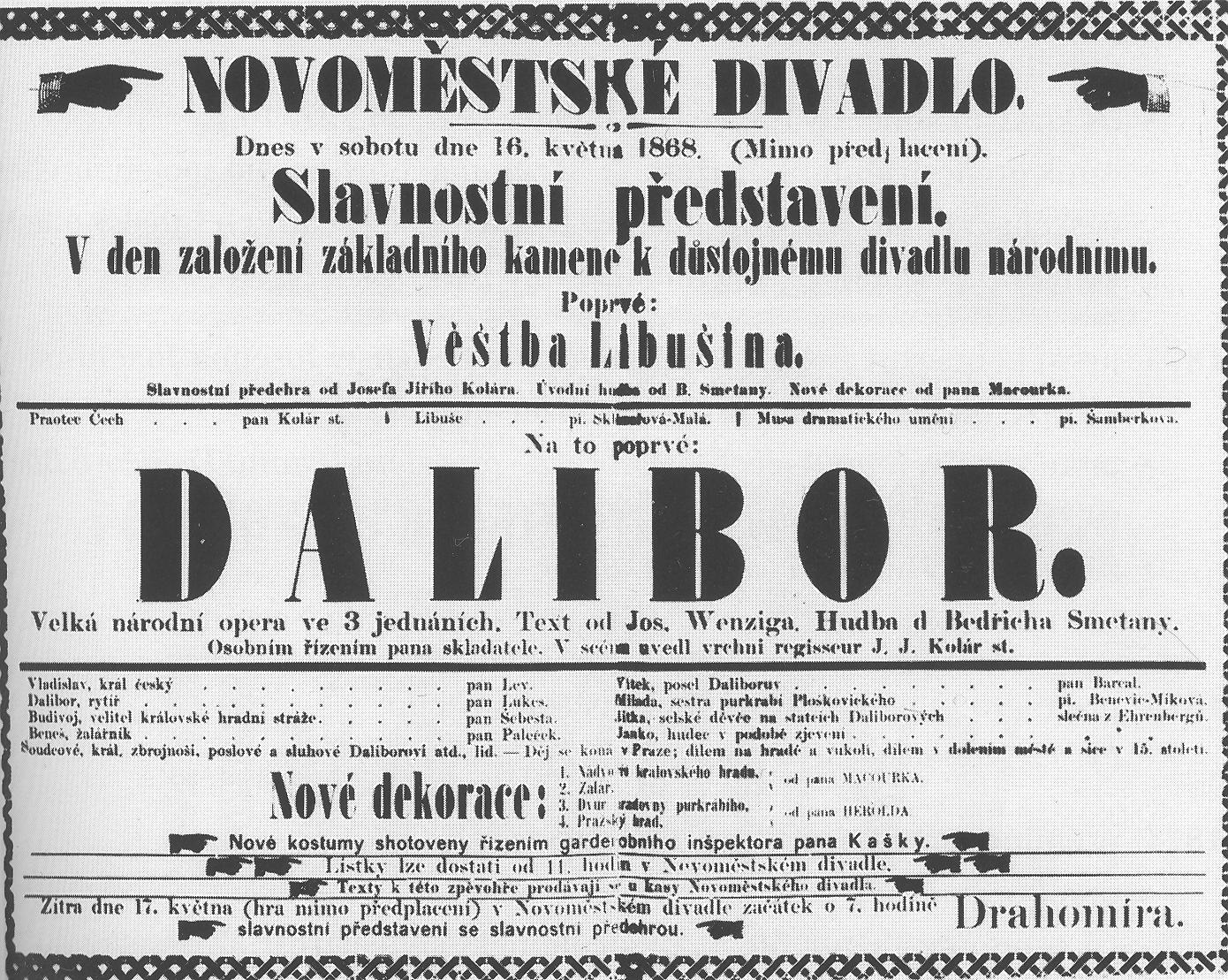

Dalibor là vở opera của nhà soạn nhạc người Séc Bedřich Smetana. Lời của tác phẩm này được viết bằng tiếng Đức bởi Josef Wenzig, sau được dịch ra tiếng Séc bởi Ervin Spindler. Đây là vở opera được Smetana viết vào năm 1868. Ông đã dựa vào một hình tượng của một câu chuyện lịch sử của Cộng hòa Séc. Đó chính là Dalibor của Kozojed, người hiệp sĩ chống lại sự áp bức của vua Stanislas II cho người dân trong cuộc nổi dậy Ploskovice. Dù bị kết án tử hình vào năm 1498, nhưng hình tượng đó vẫn còn đẹp mãi trong lòng nhân dân Séc. Vở opera Dalibor đã thể hiện sự ảnh hưởng của Richard Wagner đối với Smetana.